# Evaristo Nugkuag

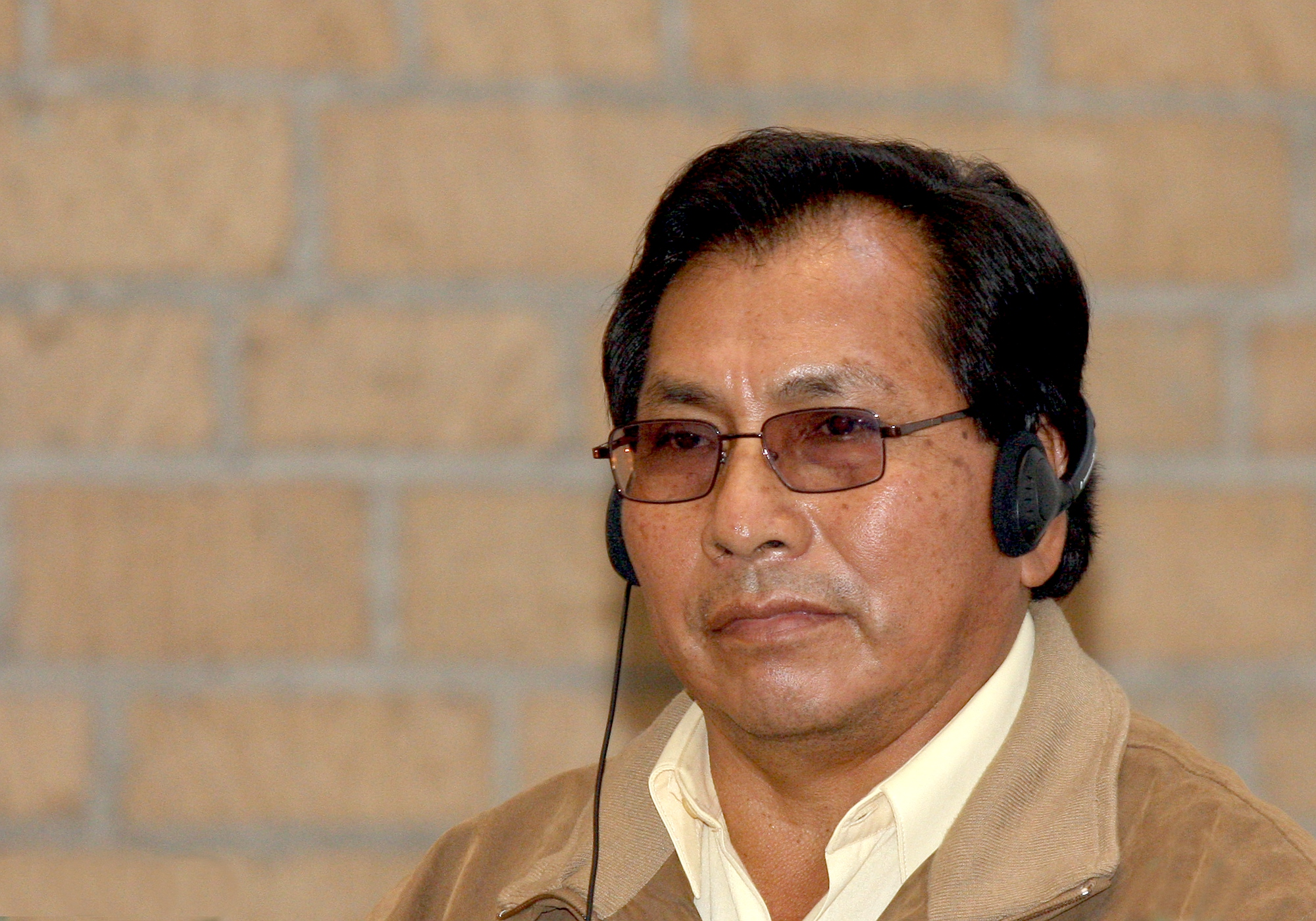
Evaristo Nugkuag (Cologne, 2010)

Evaristo Nugkuag (sinh năm 1950) là một nhà hoạt động vì sự nghiệp của dân bản xứ và môi trường người Peru. Ông là người sắc tộc Aguaruna, đã học y học ở Lima. Ông đã tổ chức Alliance of the Indian Peoples of the Peruvian Amazon (viết tắt là AIDESEP) và Coordinadora de las Organizaciones Indígenas de la Cuenca Amazónica (viết tắt là "COICA") để phục vụ dân thiểu số bản xứ.

## Giải thưởng
- 1986 Giải thưởng Right Livelihood
- 1991 Giải Môi trường Goldman